# مقاطعة جاكسون (ميزوري)
مقاطعة جاكسون (بالإنجليزية: Jackson County)‏ هي إحدى المقاطعات في ولاية ميزوري في الولايات المتحدة الأمريكية.

## أعلام
- جيمس إدوارد بيري
- إينوك ستين
- تشارلز أ. جونز